# Wasp (filme)
Wasp é um filme de drama em curta-metragem britânico de 2004 dirigido e escrito por Andrea Arnold. Venceu o Oscar de melhor curta-metragem em live action na edição de 2005.

## Elenco
- Natalie Press – Zoe
- Danny Dyer – Dave
- Jodie Mitchell – Kelly
- Molly Griffiths – Sinead
- Kaitlyn Raynor – Leanne
- Danny Daley – Kai